# Codiaceae
Famille
Les Codiaceae sont une famille d’algues vertes de l’ordre des Bryopsidales. 

## Étymologie
Le nom vient du genre type Codium, dérivé du grec ancien kωδιον / kodion, « petite toison ; fourrure », en référence à la texture de l'algue dont les filaments tubulaires donnent au touché une impression de feutre ou de velours.

## Liste des genres
Selon AlgaeBase (11 août 2017) :
- Abacella Maslov
- Appeninocodium O.Dragastan
- Arabicodium G.F.Elliott
- Botryella V.P.Shuysky
- Codium Stackhouse
- Geppella Børgesen
- Johnsonicodium O.Dragastan
- Neoanchicodium

Selon BioLib (11 août 2017) :
- Arabicodium G.F. Elliott
- Callipsygma J. Agardh
- Codium J. Stackhouse
- Flabellia J.V. Lamouroux
- Geppella Børgesen

Selon Catalogue of Life (11 août 2017) :
- Abacella
- Anthocodium
- Codium
- Paragarwoodia
- Sertolara

Selon ITIS (11 août 2017) :
- Codium J. Stackhouse, 1797
- Espera J. Decaisne, 1842
- Halicystis
- Tydemania

Selon Paleobiology Database (11 août 2017) :
- Anchicodium
- Arabicodium
- Ivanovia
- Litanaia
- Polygonella

Selon World Register of Marine Species (11 août 2017) :
- Abacella Maslov, 1956
- Acanthocodium W.F.R.Suringar, 1867
- Arabicodium G.F.Elliott, 1957
- Botryella V.P.Shuysky, 1987
- Callipsygma J.Agardh, 1887
- Codium Stackhouse, 1797
- Johnsonicodium O.Dragastan, 1985